# Massimo V
Massimo V (in greco Μάξιμος Ε') (Sinope, 26 ottobre 1897 – Svizzera, 1º gennaio 1972) è stato un arcivescovo ortodosso greco con cittadinanza turca, già metropolita di Filadelfia (1930-1932) e di Calcedonia (1932-1946), che ha ricoperto la carica di patriarca ecumenico di Costantinopoli dal febbraio 1946 fino alle sue dimissioni nel 1948.